# Finneltjärnen, Härjedalen
Finneltjärnen är en sjö i Bergs kommun i Härjedalen och ingår i Ljungans huvudavrinningsområde. Finneltjärnen ligger i Henvålen-Aloppan Natura 2000-område.